# 黒部市芸術創造センターセレネ
黒部市芸術創造センターセレネ（くろべしげいじゅつそうぞうセンターセレネ）は、富山県黒部市宇奈月温泉にある複合施設である。『セレネ』はギリシア神話に登場する月の女神の名前で、宇奈月温泉の『月』と、丸みを帯びた建物の優美なイメージから名付けられた。

## 概略
1993年7月30日に、富山県、宇奈月町（現・黒部市）、宇奈月温泉旅館協同組合、立山黒部貫光などが出資した第三セクターの株式会社『宇奈月国際会館』（1988年3月19日発足）で経営する『宇奈月国際会館セレネ』として開業した。鉄筋コンクリート造5階建て、延床面積5,700m2、建設費用は約28億円。
当初の建設予定地は温泉街入り口の五十僧地区であったが、土地が狭く、隣に町浄化センターがあって環境が良くないと、町議会から反対の声が挙がっていた。このため、宇奈月温泉スキー場のリフト下に建設されることになった。建設着工は1991年4月1日、竣工は1993年6月30日。
2022年4月に、現在の施設名に改称された。

## 施設
大ホール
最大700席。
小ホール
最大280席。
会議室
A（フル219m2、ハーフ109m2）、B（45m2）、C（45m2）、特別会議室（55m2）
ミーティングルーム
A、B（いずれも19m2）
セレネ美術館
黒部峡谷の大自然をテーマとした美術館。美術館内では、美術鑑賞に最適な演出をするためのオリジナル楽曲が流れている。
カフェ・セレネ
喫茶コーナー。
ギャラリースペース